# درخت روغن

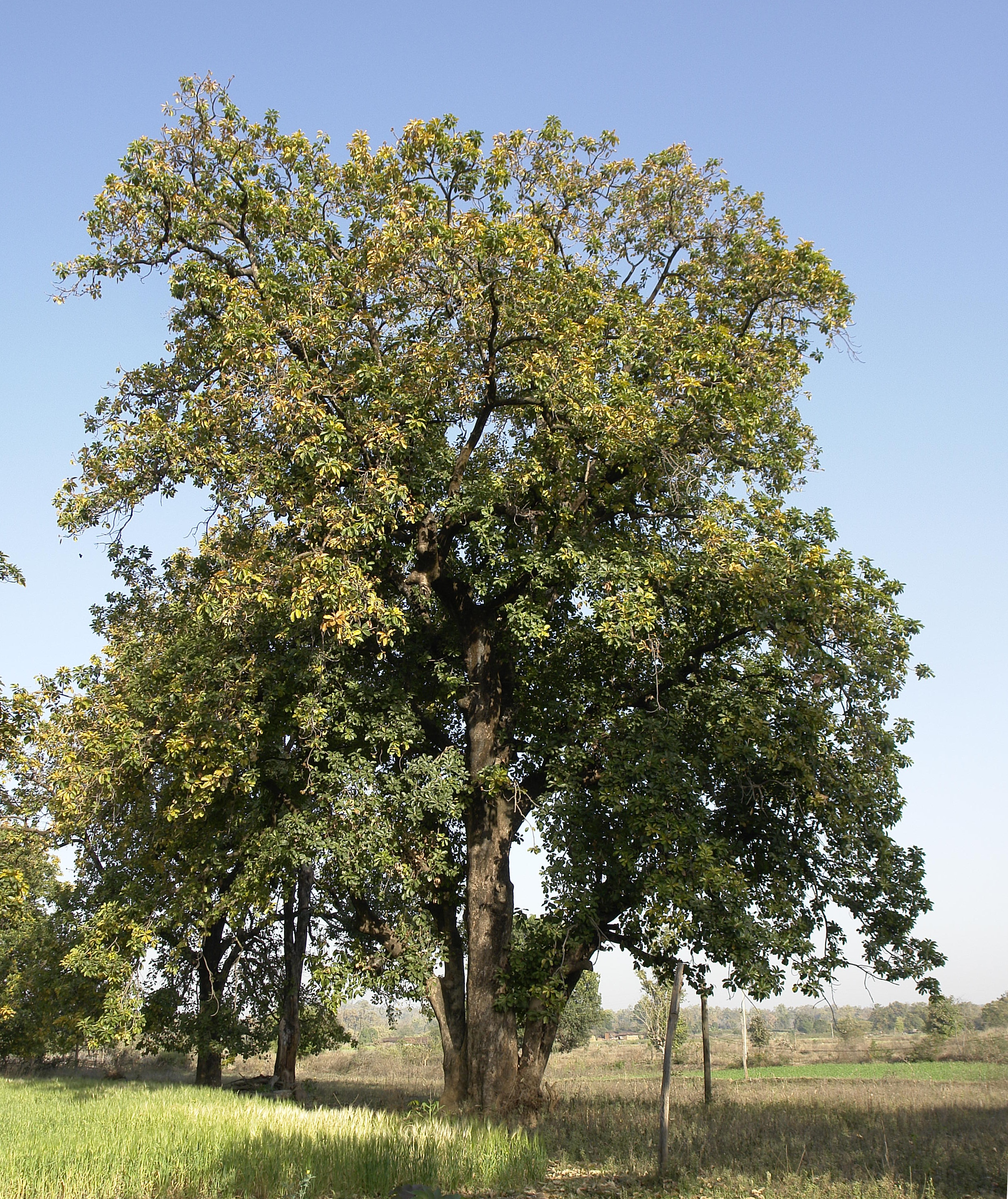
درخت روغن، ایالت مادهیا پرادش هند.

درخت روغن (madkam) یا ماهوآ (mahua) یک درخت استوایی هندی است که عمدتاً در دشت‌ها و جنگل‌های مرکزی و شمالی هند یافت می‌شود.
درخت روغن درختی است زودرشد از تیره چیکوئیان که ارتفاع آن تقریباً به ۲۰ متر می‌رسد و دارای شاخ و برگ‌های همیشه‌سبز یا نیمه‌همیشه‌سبز است. این درخت سازگار با محیط‌های خشک است و به عنوان یک درخت غالب در جنگل‌های برگریز مخلوط استوایی در هند در ایالت‌های اودیسا، چتیسگر، جارکند، اوتار پرادش، بیهار، ماهاراشترا، آندرا پرادش، مادهیا پرادش، کرالا، گجرات، بنگال غربی و تامیل نادو می‌روید.

## کاربردها
درخت روغن در مناطق گرم و مرطوب برای دانه‌های روغنی (با تولید سالانه بین ۲۰ تا ۲۰۰ کیلوگرم بذر در هر درخت، بسته به بلوغ)، گل‌ها و چوب، کشت می‌شود. چربی آن (جامد در دمای مغمولی) برای مراقبت از پوست، تولید صابون یا مواد شوینده و به عنوان کره گیاهی استفاده می‌شود. همچنین می‌توان از آن به عنوان سوخت روغن‌نباتی استفاده کرد.

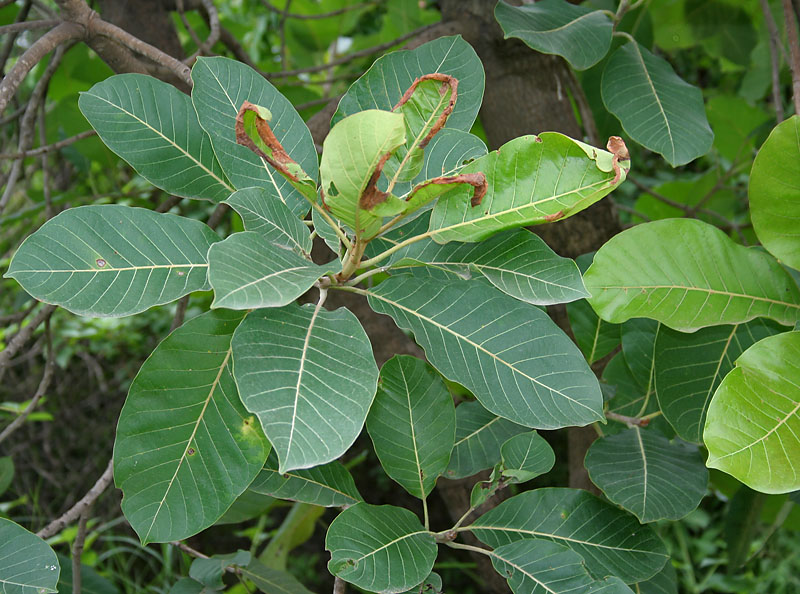
برگ‌های درخت روغن.

کیک‌های بذری که پس از استخراج روغن به دست می‌آیند، کود بسیار خوبی را تشکیل می‌دهند. از گل‌ها برای تولید نوشیدنی الکلی در مناطق گرمسیری هند استفاده می‌شود. این نوشیدنی بر حیوانات نیز تأثیر می‌گذارد. چندین قسمت از درخت از جمله پوست درخت به دلیل خواص دارویی‌اش استفاده می‌شود. بسیاری از جوامع قبیله‌ای درخت روغن را به دلیل مفید بودن آن مقدس می‌دانند.
برگ‌های درخت روغن توسط شاپرک ابریشم زبر تغذیه می‌شود که از آن ابریشم زبر تولید می‌کند که نوعی ابریشم وحشی با اهمیت تجاری در هند است. برگ‌ها، گل‌ها و میوه‌های این درخت نیز برای تغذیه بزها و گوسفندان خرد می‌شوند.
تامیل‌ها چندین کاربرد و ضرب‌المثل برای این درخت دارند و در قدیم وقتی قند نیشکر در دسترس نبود، از گل این درخت استفاده می‌کردند، زیرا بسیار شیرین است. با این حال، سنت تامیل هشدار می‌دهد که استفاده بیش از حد از این گل منجر به عدم تعادل در تفکر و حتی ممکن است منجر به دیوانگی شود بر اساس گزارش‌ها، آلکالوئیدهای موجود در کیک دانه‌های ماهوآ برای کشتن ماهی‌ها در استخرهای آبزی‌پروری در برخی مناطق هند استفاده می‌شود. این کیک برای بارور کردن حوض استفاده می‌شود، که می‌توان آن را تخلیه کرد، آن را در آفتاب خشک کرد، دوباره با آب پر کرد و دوباره با بچه‌های بچه‌ماهی پر کرد.

## گل‌ها

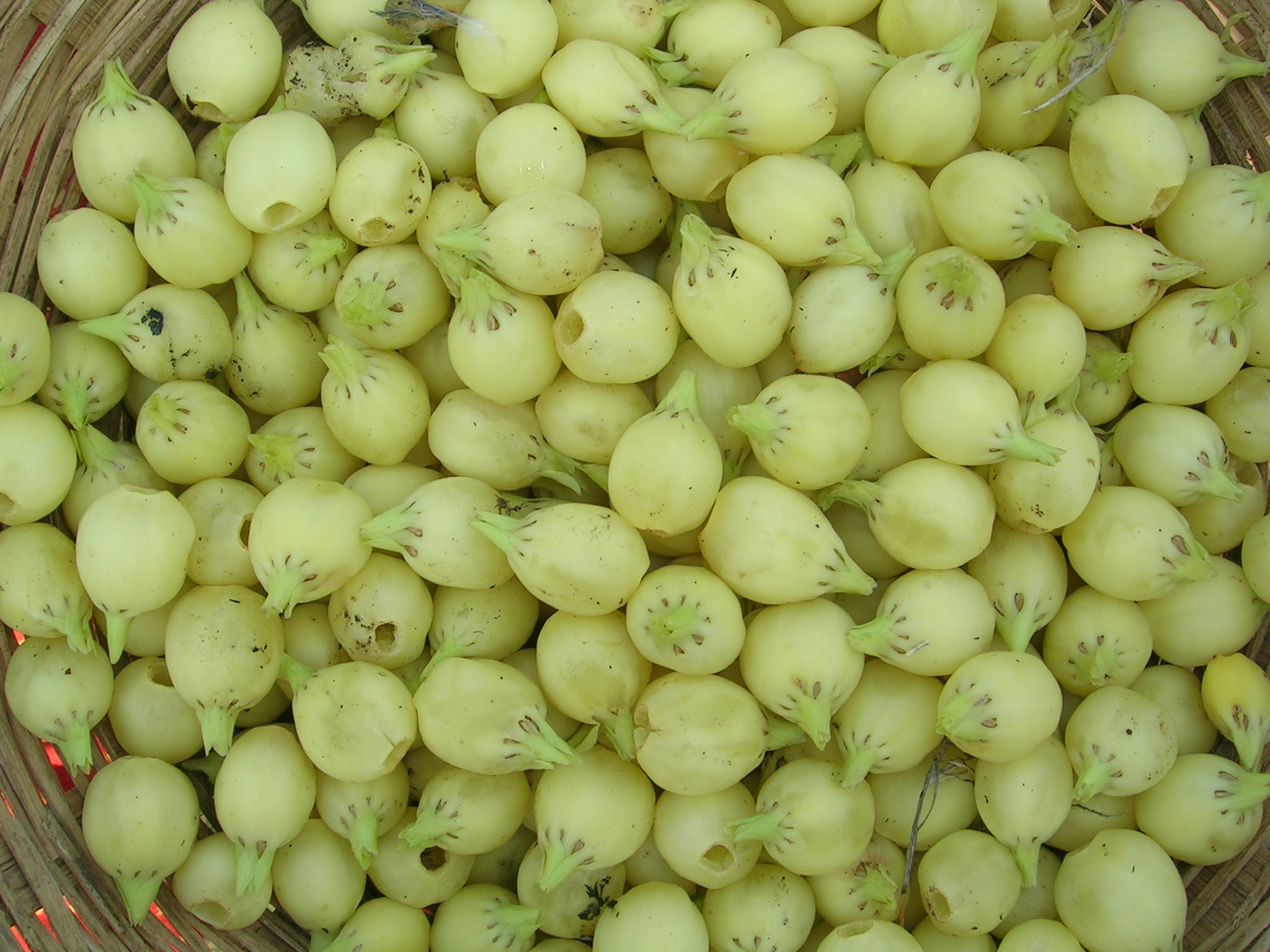
گل‌های درخت روغن

گل درخت روغن خوراکی است و یک ماده غذایی برای قبایل به‌شمار می‌آید. از آن برای تهیه شربت برای مصارف دارویی استفاده می‌کنند. گل‌های درخت روغن سرشار از قندهای کلی هستند و قند احیاکننده به مقدار زیاد در آن وجود دارد. گل‌ها همچنین برای تولید نوشیدنی الکلی ماهوا، یک مشروب روستایی، تخمیر می‌شوند. برای شماری از قبیله‌ها این نوشیدنی جزو میراث فرهنگی آن‌ها و یک نوشیدنی ضروری برای مردان و زنان قبیله‌ای در جریان جشن‌ها است.
میوه درخت روغن غذای اساسی مردم اودیسای غربی است. این درخت اهمیت فرهنگی زیادی دارد. انواع مختلفی از غذاها با میوه‌ها و گل‌های آن تهیه می‌شود. همچنین مردم اودیسای غربی در طول جشن‌ها به این درخت دعا می‌کردند. مشروب تولید شده از گل‌ها عمدتاً بی‌رنگ، مات است و قوی نیست. این مشروب ارزان است و تولید تا حد زیادی در خانه‌ها انجام می‌شود. از گل‌های درخت روغن نیز برای تولید مربا بهره می‌گیرند که توسط تعاونی‌های قبیله‌ای در ناحیه گادچیرولی ماهاراشترا ساخته می‌شود. جدای از آن، شرکت دیگری نیز در منطقه واردا در ماهاراشترا به نام «صنایع آگرو سواگرام» وجود دارد که محصولات ماهوآ را در مقیاس بسیار بزرگ می‌فروشد و روغن و دانه ماهوآ را به کشورهای عربی صادر می‌کند. در بسیاری از مناطق بیهار، مانند روستاهای ناحیه سیوان، گل‌های درخت روغن را در آفتاب خشک می‌کنند. این گل‌های خشک شده را به آرد تبدیل می‌کنند و برای تهیه انواع نان از آن استفاده می‌کنند.